# Millerovo
Millerovo (in alfabeto cirillico: Ми́ллерово) è una città della Russia europea meridionale, nell'oblast' di Rostov, 218 km a nord del capoluogo Rostov sul Don, sulle rive del fiume Glubokaja; è capoluogo del Millerovskij rajon.
Fondata nel 1786, ottenne lo status di città nel 1926.

## Società

### Evoluzione demografica
Fonte: mojgorod.ru
- 1939: 24.000
- 1959: 30.000
- 1970: 34.700
- 1989: 37.300
- 2002: 38.498
- 2006: 37.700